# Vladimír Scheufler
Vladimír Scheufler (17. dubna 1922 Mírov – 9. září 1995 Praha) byl český etnograf a hudební skladatel.

## Život
Maturoval na gymnáziu v Praze v roce 1941. V letech 1942–1943 studoval soukromě skladbu u Felixe Petyrka v Lipsku a po návratu do Prahy pokračoval u K. B. Jiráka. Současně navštěvoval lektorské kurzy Metoda Doležila a zdokonaloval se ve hře na klavír u J. Sborníka. Po znovuotevření vysokých škol v roce 1945 studoval na Filozofické fakultě Univerzity Karlovy v Praze hudební vědu a národopis. Studia dokončil již v roce 1948 obhajobou dizertační práce Problém vzniku a původu českých a německých lidových tanců s proměnlivým rytmem. V roce 1958 získal titul kandidáta historických věd.
Po skončení studia byl zaměstnán v Městském muzeu v Ostravě. Zabýval se zejména etnografií a své výzkumy a sběry prováděl na Jablunkovsku, Hlučínsku a Těšínsku. Od roku 1953 pracoval v Ústavu pro etnografii a folkloristiku v Praze. Byl členem poradního sboru pro lidovou výrobu a umělecká řemesla Ministerstva školství a kultury. Rozsáhlá byl jeho publikační činnost. Napsal stovky monografií, odborných statí i popularizačních článků. Byl členem redakčních rad Slezského sborníku a časopisů Radostná země, Český lid, Umění a řemesla. Od roku 1956 také přednášel na Filozofické fakultě Univerzity Karlovy v Praze. Vedle toho komponoval, ale jeho skladby nebyly často na koncertních pódiích uváděny.
Jeho bratrem je spisovatel Jiří Scheufler. Jeho synem je historik fotografie Pavel Scheufler.

## Dílo

### Hudební dílo (výběr)
- 3 sonáty pro klavír
- Preludia pro klavír
- Sonáta pro klarinet a klavír
- Symfonietta
- Symfonická báseň
- Scherzo pro orchestr
- Rapsódie pro klavír a orchestr
- Romance a Burleska pro klavír a orchestr
- Koncert pro saxofon a orchestr
- Balada blanická (melodram na slova Jaroslava Vrchlického)
- 2 duchovní zpěvy
- Žalmy
- 5 rondelů o tajemství zimy (písňový cyklus)
- 10 písní na slova prokletých básníků
- Rudý květ, 70 000 (písně na slova Petra Bezruče)

### Literární dílo (výběr)
- Předmluva a životopis Fr. Suchého v jeho díle Lidové písně a tance z Polabí na Královéměstecku (Praha 1955);
- Dějiny chodské keramiky (Plzeň, Krajské nakladatelství 1959);
- Já jsem plavec od vody. Historie jihočeské voroplavby (České Budějovice, Jihočeské nakladatelství 11986; společně s Václavem Šolcem).
- Příspěvek k studiu tanců s proměnlivým rytmem (Český lid 2, 1947, s. 174–175);
- Poznámky k příbramským koledám B. Soukupa (Český lid 3, 1948, s. 263);
- Úvod do studia tanců s promělivým rytmem (Divadlo 1, 1949/50, s. 495–505, s. 598–600);
- Naše lidová píseň (Beseda venkovské ženy 2, 1950, s. 24);
- Výskyt lidových tanců s proměnlivým rytmem na Moravě a ve Slezsku (Slezský sborník 48, 1950, s. 321–339);
- Několik poznámek k písňovému průzkumu Hlučínska (Český lid 5, 1950, s. 46–50);
- Lidové písně z Petřvaldu (Radostná země 1, 1951, s. 130–131);
- Lidové písně havířské (Radostná země 1, 1951, s. 121–123; společně s B. Indrou a Ivo Stolaříkem);
- Lidová píseň (Radostná země 2, 1952, č. 3–4, s. 98–104);
- Boskovický zpěvníček Oldřicha Sirovátky (Český lid 40, 1953);
- Zpráva o etnografickém výzkumu na Horšovskotýnsku u českých přesídlenců z Volyně (Československá etnografie 2, 1954, s. 90–100; společně s Otakarem Nahodilem; obsahuje též čes. folklor);
- Životní dílo J. F. Svobody (Československá etnografie 2, 1954, s. 100 ad.);
- Vorařský folklor (Český lid, 1957, s. 113–118; společně s Václavem Šolcem);
- Vratislav Vycpálek 65letý (Československá etnografie 6, 1957).